# Хеллинг, Дик
Ди́к Хе́ллинг (нидерл. Dick Helling; 22 сентября 1950, Зандам — 30 декабря 2018, Кроммени) — нидерландский футболист, игравший на позиции полузащитника, выступал за команды «Телстар», «Аякс» и «Волендам».

## Биография
Дик Хеллинг родился 22 сентября 1950 года в городе Зандам, в провинции Северная Голландия. Он был средним ребёнком в семье из троих детей. Дик с детства играл в футбол, а профессиональную карьеру начал в клубе «Телстар», в составе которого дебютировал 4 февраля 1973 года в матче с ПСВ, в котором его клуб проиграл со счётом 3:0. В своём дебютном сезоне он принял участие лишь в двух встречах чемпионата. Однако в двух последующих сезонах Хеллинг был игроком основного состава. За два сезона он забил в чемпионате 10 мячей и в конце концов получил предложение от амстердамского «Аякса».
Дебют полузащитника в «Аяксе» состоялся 20 августа 1975 года в игре чемпионата с АЗ. На поле Хеллинг появился сразу после перерыва, заменив Рене Ноттена. К этому времени его команда проигрывала 0:1, но благодаря голу Герта Мейера амстердамцам удалось в конце матча уйти от поражения. При главном тренере Хансе Краае Дик стал игроком основного состава. 19 сентября Хеллинг дебютировал в первом раунде Кубка УЕФА, выйдя на замену в игре с североирландским клубом «Гленторан». В еврокубком сезоне «Аякс» дошёл до 1/8 финала, в котором амстердамцы встретились с многократным чемпионом Болгарии «Левски». В первом матче, состоявшемся 26 ноября в Амстердаме, футболисты «Аякса» добились победы над болгарской командой со счётом 2:1. Дик провёл на поле практически весь матч, и лишь на 64-й минуте его заменил Хенк ван Сантен. Ответный матч состоялся 10 декабря в Софии, по сравнению с предыдущей игрой Дик остался на скамейке запасных. Основное время матча завершилось со счётом 2:1 в пользу болгар, и поэтому потребовалось провести два дополнительных тайма. Хеллинг вышел на замену на 112 минуте вместо Пима ван Дорда. Счёт в игре больше не изменился, а значит, выявить победителя должна была серия пенальти. Однако свой удар Дик не реализовал; «Левски» выиграл по пенальти 5:3 и вышел в следующий раунд. За весь сезон Хеллинг провёл 29 официальных матчей — 21 в чемпионате, 3 в Кубке Нидерландов, и 5 в Кубке УЕФА.
В 1976 году главным тренером команды стал хорват Томислав Ивач, однако он не нашёл в составе место для Дика, и поэтому ему пришлось покинуть «Аякс».
Сезон 1976/77 Хеллинг провёл в аренде в своём бывшем клубе «Телстар», а затем перешёл в клуб «Волендам», подписав с командой однолетний контракт. Тем не менее в первом сезоне Дик стал лучшим бомбардиром команды, забив девять голов в чемпионате. В августе 1978 года он продлил свой контракт с клубом ещё на три года.
Однако второй сезон выдался для футболиста не столь успешным и результативным, как первый. На счету Дика был всего один забитый гол в 22 матчах, между тем его команда по итогам сезона заняла предпоследнее место и покинула элитный дивизион Нидерландов. Лишь четыре сезона спустя «Волендам» смог вернуться обратно в высший дивизион. В 1985 году после восьми лет выступлений за клуб Хеллинг решил перейти в любительскую команду «Олвейс Форвард». Забив за «Волендам» 46 голов, Дик вошёл в список лучших бомбардиров клуба всех времён, расположившись на 10 месте.
30 июля 2009 года у футбольного клуба «Телстар» появился новый клубный автобус марки Scania. На каждую сторону автобуса были нанесены фотографии игроков клуба сезона 1973/74; в том сезоне «Телстар» занял шестое место в чемпионате Нидерландов. Дик Хеллинг «попал» на правый борт автобуса.
Умер 30 декабря 2018 года в хосписе «Де Схелп» в Кроммени в возрасте 68 лет.